# ياسوهيرو أوكوبو
ياسوهيرو أوكوبو (باليابانية: 大久保康裕) هو مصارع هاوي ياباني، ولد في 14 مارس 1961.

## وصلات خارجية
- ياسوهيرو أوكوبو على موقع قاعدة بيانات المصارعة الدولية (الإنجليزية)
- ياسوهيرو أوكوبو على موقع أوليمبيديا (الإنجليزية)